# Tvåfassystem
Ett tvåfassystem är en eldistributionsmetod som bland annat användes när Island byggde ut sitt elnät efter andra världskriget.
I ett tvåfassystem använder en av fasledningarna i trefas-systemet jorden som ledare.
På grund av Islands speciella förhållanden, med stora avstånd mellan olika samhällen, och låg elförbrukning efter andra världskriget, var det inte ekonomiskt möjligt att bygga ett stamnät bestående av tre fasledningar.